# Doom (日本のバンド)
DOOM（ドゥーム）は、日本のロックバンド。1985年に結成。活動初期はメンバー全員が顔面白塗りの奇抜なメイクを施し、日本におけるコープス・ペイントの先駆けでもあった。一度活動停止していたが、2014年に再始動している。

## 概要
プログレ、ハードコア、ブルース、ジャズなど多ジャンルの影響から創り出す独自のメタル・サウンドを確立しており、不可思議なメロディセンスを持ったジャンルにとらわれない音楽性が特徴。
ビクターからは、ノン・カテゴリーの刺激的ヘヴィ・トリオというキャッチコピーで紹介されていた（1989年当時）。また、非常にテクニカルな演奏力を持つ事で知られており、変拍子や転調を多用した複雑なリズムを得意としている。とりわけ、諸田のフレットレスベースから繰り出される恐ろしくテンションの高い演奏は圧倒的な存在感があり、HR/HM界のジャコ・パストリアスと称される程の実力を誇っていた。
『Complicated Mind』のミキサーを務めたスティーヴン・リンズレーは「諸田のプレイは見ていて身の毛がよだつほどだった」と後年インタビューで語っている。
「Go Mad Yourself!」から『No More Pain...』まではスラッシュメタルが中心で暗い雰囲気を感じさせる楽曲が多かったが、『Killing Field...』辺りからアヴァンギャルドの要素が強くなり、『Complicated Mind』、『Incompetent...』の2作ではハードロック色を強め、『HUMAN NOISE』以降はサウンドエフェクトを使用したインダストリアル的なアプローチを見せるなど、サウンド面でも大きな変化を遂げている。
ニューヨークのライヴハウス・CBGBのオーナーであったヒリー・クリスタルは、「DOOMは強烈なオリジナリティを持っている凄いバンドだ。」と彼らを評している。プロデューサーのクリス・バトラーは彼らの音楽性を「ニュー・ウェイヴ・アート・メタル」と評した。

## メンバー
- 藤田タカシ（ボーカル・ギター）
- PAZZ（ドラムス） I love you... OK?、ex:GASTUNK、Z.O.A、Shell Shock
  - 広川の後任ドラマーとして加入。PAZZも白塗りメイクをしていた時期があった。
- アベ ユキヤ（ベース）セウ、GOOFYSTYLE
  - 諸田コウに師事していた。

### 旧メンバー
- 諸田コウ（ベース） ex.ZADKIEL、えがおドラミ
  - 本名：諸田耕、1963年2月6日-1999年5月7日、AB型。身長170cm、体重50kg。
  - 12歳よりフォークギターを始め、翌年にはE.Bassを手にしバンド活動を始める。後にフュージョンやジャズにも影響され、W.Bassも演奏するようになる（DOOMのレコーディングの際にも使用されている楽曲が存在）[10]。ZADKIEL時代はMotörhead～Venomの流れをくんだ音楽性であった。
  - 影響されたアーティスト：Motörhead、D.U.B.、ミック・カーン、Golden Palominos、スティングなど。
- 広川錠一（ドラムス） ex.ZADKIEL、UNITED、War Pigs、えがおドラミ
  - 1964年11月2日生、B型。身長175cm、体重60kg。
  - 11歳になってロックに目覚め、Van Halenなどのアメリカン・ハードロックに影響されドラムを始める。18歳頃から、数多くのバンドに加入し活動を続ける。その一つが当時、諸田が在籍していたZADKIELであった。
  - アルバム『Incompetent...』の発売後にDOOMを脱退。その後、War Pigsを結成するも、長続きはしなかった[注釈 1]。
  - 影響されたアーティスト：スチュワート・コープランド、プリンス、KISSなど。
- 千葉政己（ベース） Shell Shock、ex:GIGATIC KHMER
  - 脱退した諸田に代わって、レコーディングなどに幾度か参加している。Shell Shock復活以降におけるステージネームは"DIE HARD"。

- 古平崇敏（ベース） ex.CASBAH、SKULL SMASH
  - DOOMのトリビュート・バンド、SKULL SMASH（2013年無期限活動停止）のベーシストであった彼がDOOMに加入した。2019.5.25　東高円寺二万電圧のライブにて脱退（卒業）

## 来歴
1985年
- 6月、グループ結成。当時のメンバーは藤田と諸田の2人で、リズム・マシンを使ってジャム・セッションを繰り返しつつ、ドラマ－探しを行っていた。同年、初ライヴを行うが、この時のドラマーはヘルパーとして参加したYOSHIKI（X）であった。

1986年
- 1月、諸田の誘いで広川が加入。直ぐにデモテープ「DOOM」を作成。
- 5月、インディペンデント・レーベル、エクスプロージョンより4曲入りファースト・シングル「Go Mad Yourself!」リリース。7,000枚を完売。

1987年
- 2月ビクター・インビテーションより、オムニバスLP『Skull Thrash Zone』を発表。2曲参加。アルバムに参加したX、ROSE ROSE、Jurassic Jade、Ground Zero、SHELL SHOCKらと共に発売記念ツアーを行う。
- 4月、エクスプロージョンよりアルバム『No More Pain...』リリース。5,000枚のセールスを上げ、インディーズ・チャート1位となる。また海外においても、その音楽性が高い評価をうけ、発売直後にもかかわらず電話での問い合わせが殺到するほどであった。ドイツのスラッシュ・メタル誌に登場するなど、ヨーロッパを中心にニューヨークなどでも大きく注目される。

1988年
- 2月、ビクターからミニアルバム『Killing Field...』でメジャーデビュー。
- アルバムのトラックダウンを行う為に渡米。10月14日～19日、アメリカ・ニューヨークのライヴハウスNEW YORK PYLAMID、NEW YORK CBGBなど4ヶ所でライヴを行う。10月19日に行われたCBGBでのライヴは道具を持参していなかったためノーメイクに普段着で登場。オーディエンスの反応が最初は冷やかであったが、演奏が始まってからは彼らに釘付けとなり、諸田のベースプレイを真似する者も現れた。最後には観客を熱狂させアンコールまで起こったという。
- 12月、アルバム『Complicated Mind』を発売。

1989年
- 3～7月にアルバムレコーディングの為、再びN.Y.へ。あるライブのリハーサルの最中、たまたま演奏を聴いた見知らぬ連中がスタジオまで入ってきて、「お前らの音楽はスゴイな。スタジオの外で聴いてたんだけど感動しちゃってね。」と言い放った出来事があった。CBGBをはじめ、アメリカ東部海岸沿いにあるライヴハウスのツアーも敢行。
- 8月、アルバム『Incompetent...』を発売。広川在籍時の最後のアルバムとなった。

1991年
- 3月、アルバム『HUMAN NOISE』を発売。本作では菊地成孔がサックスを演奏している。

1992年
- DOOMのメンバーにBAKI（ex.GASTUNK）を加えたクオーターゲートのアルバム『QUARTERGATE』を1月にリリース。
- 11月、アルバム『Illegal Soul』を発売。

1993年
- COCOBATとのカップリング・アナログ盤シングルをリリースする。

1994年
- 諸田の病気に伴いDOOMは一時活動休止する（諸田は事実上の脱退）。

1997年
- 諸田がソロアルバム『生∞死』を発表。また、BAKIが在籍していたバンド「#9」にも参加している。
- 元CATCH-UPのハコザキミナコ(G,Vo)と諸田、広川の3人でバンド「えがおドラミ」を結成。後に、当時DRUMKANのギタリストであったGORO SHIMIZUが加入し4人編成となる。以後、精力的なライブ活動を展開。

1999年
- 5月7日、諸田が不慮の事故により急逝（享年36）。
- 11月にDOOMは藤田とデフ・マスターのyu-miによるコラボレーション・ユニットとして復活し、「WHERE YOU LIFE LIES!?」を発売。

2000年
- 8月の新宿LOFTでのライヴを最後に事実上の解散（AUTO-MOD主催によるイベントであった）。

2007年
- 1月24日にビクターから『Killing Field...＋4』（オムニバス盤「SKULL THRASH ZONE Vol.I」、「DANCE 2 NOISE 003」、「DANCE 2 NOISE 006」での参加音源をボーナス収録）、『Complicated Mind』、『Incompetent...』、『HUMAN NOISE』を再発。

2014年
- 藤田、PAZZ、新メンバーに古平崇敏（ex.CASBAH）を迎え再始動。

2015年
- 1月12日、CLUB CITTA’で行われた「VIOLENT ATTITUDE 2015」に出演し、ゲストで広川、BAKI が参加。
- 12月16日、ディスクユニオン内に「13th REAL RECORDINGS」を設立し『NO MORE PAIN』を再発。

2019年
- 5月25日　東高円寺二万電圧のライブをもって古平が脱退（卒業）　新メンバーは諸田コウに師事していたアベ ユキヤ
- 8月14日　新宿wildsidetokyoにて新メンバー　アベユキヤのお披露目ライブ　入場者全員に非売品CD「NO FREE」を配布　対バンはJURASSIC JADE、RIVERGE

## ディスコグラフィ

### デモテープ
- DOOM（1986）

### アルバム
- Go Mad Yourself!（1986.5）
- No More Pain...（1987.4.3）
「Go Mad Yourself!」の4曲を混合収録したCDが後に発売されている（1曲目の「Death To Wimp!」のイントロは変更されている）。
2008年12月25日にキングレコードからリマスター盤の発売が予定されていたが、諸事情により工場プレス前に廃盤となる[16]。
- Killing Field...（1988.2.21・VDR-9059 / 再発2007.1.24・VICL-62213）
- Complicated Mind（1988.12.16・VDR-1577 / 再発2007.1.24・VICL-62214）
- Incompetent...（1989.8.21・VDR-1635 / 再発2007.1.24・VICL-62215）
- HUMAN NOISE（1991.3.21・VICL-116 / 再発2007.1.24・VICL-62216）
- Illegal Soul（1992.11.20 / 再発2017.03.22・13RR-1006）
- WHERE YOU LIFE LIES!?（1999.11.21）
- NO MORE PAIN~COMPLETE EXPLOSIONWORKS SESSION (ノー・モア・ペイン~コンプリート・エクスプロージョンワークス・セッション)（2015/12/16）
- STILL CAN'T THE DEAD（2016/3/2）
- Instruction Manual... 1988-1991（2016.09.21 DVD付きベスト盤）

### コンピレーション
- SKULL THRASH ZONE Vol.I 収録曲：You End.Get Up! You / Doom's Day （1987） ※共に再発盤 Killing Field...に収録
- DANCE 2 NOISE 003 収録曲：Will Never End（1992） ※再発盤 Killing Field...に収録
- RAD 収録曲：1st WILD THRUSH OF FEAR（1993）
- DANCE 2 NOISE 006 収録曲：Parasite（1993） ※再発盤 Killing Field...に収録
- New Konservatiw　収録曲：The Scraps Screamed（1994）
- EXTREME HOT CANDY ～THE NEWS FROM FAR EAST LOUD SCENE 収録曲：Afraid...（1994）
- Taste　収録曲：The Nightmare Runs（1995）※再発盤 Illegal Soulに収録

### 7"EP
- THE NIGHTMARE RUNS (from COCOBAT : DOOM / split 7"EP) 　※再発盤 Illegal Soulに収録
- A CRUEL WORLD (from DOOM/Freak Out / 7"EP)　※再発盤 Illegal Soulに収録
- BROKEN WALLS (from DOOM/Freak Out / 7"EP)　※再発盤 Illegal Soulに収録
- SURE (from DOOM : HEDGEHOG / split 7"EP)　※再発盤 Illegal Soulに収録

### その他
- LIVE（「NO MORE PAIN…」LP特典ソノシート）※再発盤 No More Pain...に収録
- Extream Hot Candy（1995年・オムニバスVHS作品）
- Insomniac Days -The History of DOOM- （2017.09.20 活動ヒストリーDVD）